# Цеце
Цеце (мађ. Cece) град је у Мађарској. Цеце се налази у оквиру жупаније Фејер.

## Географски положај
Насеље се налази на споју два главна пута: на магистралном путу 63 између Шарбогарда и Сексарда и на магистралном путу 61 између Дунафелдвара и Шимонторње, Пакш и Неметкер су повезани путем 6231.
Железничка станица у селу се налази на железничкој линији Шарбогард-Батасек број 46 МАВ-а, између железничке станице Ретсилаш и железничке станице Вајта.

## Историја насеља
Оснивање и име села вероватно дугују Печенезима који су се населили деценијама после смрти Светог Стефана. Насеље је добило име по свом власнику по имену Цеце, који се први пут спомиње у документу Бела III из 1193. године. Године 1351. мађарски краљ Лајош I Анжујски доделио је колективно племство слободним елементима насеља, које је до тада било под печенским ишпаном. Године 1701. ово село постало је власништво породице Меслењи. Становништво се углавном бавило земљорадњом и сточарством, а већина и данас живи од пољопривреде. Њихови познати усеви су паприке цеце и лубенице.
Према попису из 1910. године, Цеце је имала 3.690 становника, од којих се 1.907 изјашњавало да су реформате, 1.617 римокатолици и 83 евангелисти.

## Популација
Током пописа 2011. године, 87,6% становника изјаснило се као Мађари, 3,6% као Роми, 0,3% као Немци и 0,2% као Срби (12,4% се није изјаснило; због двојног идентитета, укупан број већи може бити на 100 %). Верска дистрибуција је била следећа: римокатолици 34,3%, реформисани 33,8%, лутерани 0,1%, неденоминациони 3,6% (27,5% се није изјаснило).

### Градоначелници
- 1990-1994: Ласло Ковач (независтан)[3]
- 1994-1998: Ласло Ковач (независтан)[4]
- 1998-2002: Ласло Ковач (независтан)[5]
- 2002-2006: Габор Варга (Фидес)[6]
- 2006-2010: Габор Варга (Фидес)[7]
- 2010-2014: Габор Варга (Фидес)[8]
- 2014-2019: Габор Фазекаш (независтан)[9]
- 2019-től: Габор Фазекаш (независтан)[10]

## Знаменитости
- Меморијални музеј Истван Киш

Иштван Чок (1865–1960), сликар који је освојио Кошутхову награду, рођен у Шарегрешу, у бившој вили својих родитеља изграђеној око 1890. године у Цецеу, неколико његових слике, лични предмети и породица његов намештај.
- Музеј пољопривредног пејзажа

Породична кућа властелина Фиши из 19. века, сада је сеоска кућа, где се може погледати историјска изложба пољопривредних оруђа.